# Список пэров Франции (Сто дней)

## Палата пэров (Франция)
Об изначальном значении термина - Пэрство Франции, Список пэров Франции.
В 1814 году Людовик XVIII создал — по примеру английской модели — палату пэров, которая стала одним из институтов законодательной власти страны: 1) верхней палатой парламента и 2) судом для государственных преступлений и для должностных преступлений депутатов и министров.
Во время Ста дней, Наполеон I также назначал пэров Франции. Ниже представлен список  членов палаты пэров в том виде, какой она имела в конце Ста дней.

## Председатель палаты пэров
| Портрет | Имя                                    | Должность / Титул                                          |
| ------- | -------------------------------------- | ---------------------------------------------------------- |
|         | Жан Жак Режи де Камбасерес (1753-1824) | Герцог Пармский, государственный канцлер, министр юстиции. |

## Принцы Империи — пэры Франции
| Портрет | Имя                                                                     | Должность / Титул |
| ------- | ----------------------------------------------------------------------- | --- |
|         | Наполеон Франсуа Бонапарт (1811—1832)                                   | Сын и наследник Наполеона, бывший Римский король.                                                                       |
|         | Жозеф Бонапарт (1768—1844)                                              | Брат Наполеона, принц Империи, принц империи, бывший король Неаполя (1806-08) и Испании (1808-13), дивизионный генерал. |
|         | Жером Бонапарт (1784—1860)                                              | Брат Наполеона, принц Империи, бывший король Вестфалии (1807—1813), дивизионный генерал.                                |
|         | Жером Наполеон Шарль Бонапарт (1814—1847)                               | Принц империи, сын предыдущего.                                                                                         |
|         | Людовик I Бонапарт (1778—1846)                                          | Брат Наполеона, принц Империи, бывший король Голландии (1806—1810), дивизионный генерал.                                |
|         | Наполеон Луи Бонапарт (1804—1831)                                       | Принц империи, сын предыдущего.                                                                                         |
|         | Шарль Луи́ Наполео́н Бонапа́рт, будущий император Наполеон III (1808—1873) | Принц империи, брат предыдущего.                                                                                        |
|         | Люсьен Бонапарт (1775—1840)                                             | Брат Наполеона, принц Империи, князь Канино.                                                                            |

## Пэры Франции
| Портрет | Имя                                                                           | Должность / Титул                                                              |
| ------- | ----------------------------------------------------------------------------- | ------------------------------------------------------------------------------ |
|         | Антуан Франсуа Андреосси (1761—1828)                                          | Генерал, дипломат и учёный.                                                    |
|         | Жан-Тома (Жан Туссен) Арриги́ де Казанова (1778—1853)                          | Герцог Падуанский, дивизионный генерал.                                        |
|         | фр. Louis-Mathias de Barral (1746—1816)                                       | Архиепископ Тура.                                                              |
|         | Александр де Бофремон (1773—1833)                                             | Аристократ.                                                                    |
|         | фр. Marc-Étienne de Beauvau-Craon (1773—1849)                                 | Аристократ, камергер.                                                          |
|         | Огюстен Даниэль Бельяр (1769—1832)                                            | Дивизионный генерал.                                                           |
|         | Анри́ Гасье́н Бертра́н (1773—1844)                                               | Дивизионный генерал.                                                           |
|         | Феликс Жюльен Жан Биго де Преаменё (1747—1825)                                | Видный юрист.                                                                  |
|         | Евгений де Богарне (1781—1824)                                                | Дивизионный генерал, пасынок Наполеона, бывший Вице-король Италии (1805—1814). |
|         | Франсуа́-Антуа́н, граф де Буасси́ д’Англа́ (1756—1826)                            | Государственный деятель и публицист.                                           |
|         | Мишель Сильвестр Брайе (1769—1840)                                            | Дивизионный генерал.                                                           |
|         | Гийом-Мари-Анн Брюн (1763—1815)                                               | Маршал Франции.                                                                |
|         | фр. Maxime Julien Émeriau de Beauverger (1762—1845)                           | Адмирал.                                                                       |
|         | фр. Étienne André François de Paule Fallot de Beaumont de Beaupré (1750—1835) | Архиепископ.                                                                   |
|         | Доминик Жозеф Рене Вандамм (1770—1830)                                        | Дивизионный генерал.                                                           |
|         | Жан Антуан Вердье (1767—1839)                                                 | Дивизионный генерал.                                                           |
|         | фр. Pierre Paul Alexandre Gilbert de Voisins (1773—1843)                      | Юрист.                                                                         |
|         | Жан-Жак Базильян де Гассенди (1748—1828)                                      | Дивизионный генерал и политик.                                                 |
|         | Оноре́ Теодор Максим Газан (1765—1845)                                         | Дивизионный генерал.                                                           |
|         | Мартен Мишель Шарль Годе́н (1756—1841)                                         | Герцог Гаэтский, министр финансов.                                             |
|         | Эммануэ́ль Груши́ (1766—1847)                                                   | Маршал Франции.                                                                |
|         | Франсуа Мари Д’Абовиль (1730—1818)                                            | Генерал-лейтенант и государственный деятель.                                   |
|         | фр. Gabriel d'Arjuzon (1761—1851)                                             | Политик.                                                                       |
|         | фр. Pierre Raymond Hector d'Aubusson (1765—1848)                              | Политик и дипломат.                                                            |
|         | фр. Claude-Pierre Dellay d'Agier (1750—1827)                                  |                                                                                |
|         | фр. Jean Antoine Joseph Davillier (1754—1831)                                 | Политик.                                                                       |
|         | Луи Никола Даву (1770—1823)                                                   | Герцог Ауэрштедтский, князь Экмюльский, маршал Франции, Военный министр.       |
|         | Жан Франсуа Эме Дежан (1749—1824)                                             | Дивизионный генерал, государственный деятель.                                  |
|         | Дени Декре (1761—1820)                                                        | Адмирал, Морской министр.                                                      |
|         | Анри́-Франсуа́ Делабо́рд (1764—1833)                                             | Дивизионный генерал.                                                           |
|         | Жан-Батист Друэ д’Эрлон (1765—1844)                                           | Дивизионный генерал.                                                           |
|         | Антуан Друо (1774—1847)                                                       | Дивизионный генерал.                                                           |
|         | Роже Дюко (1747—1816)                                                         | Государственный деятель.                                                       |
|         | Антуан Жан Огюст Анри Дюронель (1771—1849)                                    | Дивизионный генерал.                                                           |
|         | Гийо́м Филибе́р Дюэм (1766—1815)                                                | Дивизионный генерал.                                                           |
|         | Шарль-Франсуа Дюлолуа (1761—1832)                                             | Дивизионный генерал.                                                           |
|         | Этьенн-Морис Жерар (1773—1852)                                                | Дивизионный генерал.                                                           |
|         | Жан-Батист Жирар (1775—1815)                                                  | Дивизионный генерал.                                                           |
|         | Жан-Батист Журдан (1762—1833)                                                 | Маршал Франции.                                                                |
|         | Этьен-Юбер де Камбасерес (1756—1818)                                          | Кардинал.                                                                      |
|         | Пьер Жак Этьен Камбронн (1770—1842)                                           | Дивизионный генерал.                                                           |
|         | Жан Батист Камилль де Канкло (1740—1817)                                      | Генерал-лейтенант и политик.                                                   |
|         | Лазар Никола Маргерит Карно (1753—1823)                                       | Дивизионный генерал, министр внутренних дел.                                   |
|         | Рафаэль де Казабьянка (1738—1825)                                             | Дивизионный генерал.                                                           |
|         | фр. Joseph de Caffarelli (1760—1845)                                          | Вице-адмирал и политик.                                                        |
|         | фр. Nicolas-Marie Quinette (1762—1821)                                        | Политик.                                                                       |
|         | Франсуа Этьен Келлерман (1770—1835)                                           | Дивизионный генерал.                                                           |
|         | фр. Joseph Nicolas Clary (1760—1823)                                          | Представитель связанной с Бонапартами семьи Клари.                             |
|         | фр. Dominique Clément de Ris (1750—1827)                                      | Политик.                                                                       |
|         | Бертран Клозель (1772—1842)                                                   | Дивизионный генерал.                                                           |
|         | Арма́н Огюсте́н Луи́ де Коленку́р (1773—1827)                                     | Герцог Виченцы, министр иностранных дел, дивизионный генерал.                  |
|         | Жан-Батист Коллен де Сюсси (1750—1826)                                        | Государственный деятель.                                                       |
|         | фр. Jean-Victor Colchen (1751—1830)                                           | Политик.                                                                       |
|         | фр. Joseph Cornudet des Chaumettes (1755—1834)                                | Политик.                                                                       |
|         | фр. Julien Marie Cosmao-Kerjulien (1761—1825)                                 | Контр-адмирал.                                                                 |
|         | фр. Charles-Lidewine-Marie de Croix (1760—1832)                               | Камергер, политик.                                                             |
|         | Шарль Анжели́к Юше́ Лабедуайе́р (1786—1815)                                      | Бригадный генерал.                                                             |
|         | Антуан Мари Шаман, граф де Лавалетт (1769—1830)                               | Государственный деятель.                                                       |
|         | Франсуа Антуан Лаллеман (1774—1839)                                           | Дивизионный генерал.                                                           |
|         | Александр Теодор Виктор, граф де Ламет (1760—1829)                            | Генерал-лейтенант и политик.                                                   |
|         | Бернар Жермен Этьен де ла Виль, граф де Ласепед (1756—1825)                   | Биолог и государственный деятель.                                              |
|         | Мари-Шарль-Сезар де Латур-Мобур де Фе (1756—1831)                             | Политик.                                                                       |
|         | Шарль Франсуа Лебрен (1739—1824)                                              | Герцог Пьяченцы, государственный казначей.                                     |
|         | Клод Жак Лекурб (1759—1815)                                                   | Дивизионный генерал.                                                           |
|         | Луи Мари Левек де Лаферрьер (1776—1834)                                       | Дивизионный генерал.                                                           |
|         | фр. Martin Lejéas-Carpentier (1748—1831)                                      | Политик.                                                                       |
|         | Жан Лемаруа (1776—1836)                                                       | Дивизионный генерал.                                                           |
|         | Франса Жозеф Лефевр (1755—1820)                                               | Герцог Данцигский, Почётный маршал Франции.                                    |
|         | Шарль Лефевр-Денуэтт (1773—1822)                                              | Дивизионный генерал.                                                           |
|         | Юг-Бернар Маре (1763—1839)                                                    | Герцог Бассано, государственный деятель.                                       |
|         | фр. Philippe-Gabriel, duc de Marmie (1783—1845)                               | Политик.                                                                       |
|         | Андре Массена (1758—1817)                                                     | Герцог Риволи, князь Эслингенский, маршал Франции.                             |
|         | Луи-Матьё Моле (1781—1855)                                                    | Государственный деятель.                                                       |
|         | Габриэль Жан Жозеф Молитор (1770—1849)                                        | Дивизионный генерал.                                                           |
|         | Никола Франсуа Мольен (1758—1850)                                             | Государственный деятель.                                                       |
|         | Гаспар Монж (1746—1818)                                                       | Математик и государственный деятель.                                           |
|         | Бон Андре Жанно де Монсей (1754—1842)                                         | Герцог Конельяно, маршал Франции.                                              |
|         | Жан-Пьер Башассо́н, граф де Монталиве́ (1766—1823)                              | Государственный деятель.                                                       |
|         | Монтескью-Фезенсак, Пьер де (1764—1834)                                       | Политик.                                                                       |
|         | Шарль Антуан Луи Алексис Моран (1771—1835)                                    | Дивизионный генерал.                                                           |
|         | Эдуа́р Адо́льф Казими́р Мортье́ (1768—1835)                                       | Герцог Тревизский, маршал Франции.                                             |
|         | Жорж Мутон граф Лобау (1770—1838)                                             | Дивизионный генерал.                                                           |
|         | Мишель Ней (1769—1815)                                                        | Герцог Эльхингенский и князь Москворецкий, маршал Франции.                     |
|         | фр. Aymard-François de Nicolaï (1777—1839)                                    | Политик.                                                                       |
|         | Пьер Клод Пажоль (1772—1844)                                                  | Дивизионный генерал.                                                           |
|         | фр. Alphonse Perregaux (1785—1841)                                            | Политик.                                                                       |
|         | фр. Claude François Marie Primat (1747—1816)                                  | Архиепископ.                                                                   |
|         | Луи́-Густав Дульсе́, граф де Понтекула́н (1764—1853)                             | Политик.                                                                       |
|         | Антуан Гийом Рампон (1759—1842)                                               | Дивизионный генерал.                                                           |
|         | Жан Рапп (1771—1821)                                                          | Дивизионный генерал.                                                           |
|         | Оноре́ Шарль Мише́ль Жозе́ф Рей (1775—1860)                                      | Дивизионный генерал.                                                           |
|         | Пьер-Луи Редерер (1754—1835)                                                  | Политик.                                                                       |
|         | Анн Жан Мари Рене Савари (1774—1833)                                          | Герцог Ровиго, государственный деятель.                                        |
|         | Филипп-Поль де Сегюр (1780—1873)                                              | Бригадный генерал.                                                             |
|         | Эммануэ́ль-Жозе́ф Сийе́с (1748—1836)                                             | Политик.                                                                       |
|         | Никола Жан де Дьё Сульт (1769—1851)                                           | Герцог Далматский, маршал Франции.                                             |
|         | Луи-Габриэль Сюше (1770—1826)                                                 | Герцог Альбуферский, маршал Франции, .                                         |
|         | Антуа́н Клер Тибодо́ (1765—1854)                                                | Политик.                                                                       |
|         | Жан-Батист Сирю Аделаид де Тимбрюн де Тьембронн граф де Валенс (1757—1822)    | Дивизионный генерал.                                                           |
|         | Жан Пьер Траво (1767—1836)                                                    | Дивизионный генерал.                                                           |
|         | Тюренн Д’Энак, Анри Амеде Меркюр де (1776—1852)                               | Бригадный генерал                                                              |
|         | Жан-Пьер Фабр де л’Од (1755—1832)                                             | Политик.                                                                       |
|         | Жозеф Феш (1763—1839)                                                         | Кардинал, родственник Наполеона.                                               |
|         | Огю́ст Шарль Жозе́ф Флао́ де ля Бийярдери́ (1785—1870)                            | Дивизионный генерал.                                                           |
|         | Charles de Forbin-Janson (1785—1844)                                          | Епископ.                                                                       |
|         | Луи Фриан (1758—1829)                                                         | Дивизионный генерал.                                                           |
|         | Жозеф Фуше (1759—1820)                                                        | Герцог Отрантский, государственный деятель.                                    |
|         | Жан Батист Номпер де Шампаньи (1756—1834)                                     | Герцог Кадор, государственный деятель.                                         |
|         | Жан-Антуа́н Клод Шапта́ль (1756—1832)                                           | Химик и государственный деятель.                                               |
|         | Шуазёль, Клод Антуан Габриэль де (1778—1841)                                  | Политик.                                                                       |
|         | Реми Жозеф Изидор Экзельман (1775—1852)                                       | Дивизионный генерал.                                                           |
|         | фр. Pierre-Simon d'Alsace de Hénin-Liétard (1772—1825)                        | Аристократ, камергер.                                                          |